# Ле Мэт, Пол
Пол Ле Мэт (англ. Paul Le Mat) — американский актёр. Лауреат премии «Золотой глобус» за лучшую дебютную роль в фильме Джорджа Лукаса «Американские граффити» (1973).

## Биография
В 1980 году на экраны вышел комедийный фильм Джонатана Демми «Мелвин и Говард»; в нём Пол Ле Мэт исполнил одну из главных ролей — Мелвина Дюммара, владельца заправочной станции в Юте, который познакомился с Говардом Хьюзом. Эта роль принесла ему номинацию на «Золотой глобус» в категории лучшая мужская роль в комедии.

## Фильмография
| Год  |   | Русское название             | Оригинальное название    | Роль                 |
| ---- | - | ---------------------------- | ------------------------ | -------------------- |
| 1973 | ф | Американские граффити        | American Graffiti        | Джон Милнер          |
| 1975 | ф | Бобби и Роуз                 | Aloha, Bobby and Rose    | Бобби                |
| 1977 | ф | Обращаться с осторожностью   | Handle with Care         | Блейн «Паук» Лавджой |
| 1979 | ф | Новые американские граффити  | More American Graffiti   | Джон Милнер          |
| 1982 | ф | Долина смерти                | Death Valley             | Майк                 |
| 1983 | ф | Странные захватчики          | Strange Invaders         | Чарльз Бигелоу       |
| 1987 | с | Автостопщик                  | The Hitchhiker           | Джейк Перли          |
| 1987 | ф | Ханой Хилтон                 | The Hanoi Hilton         | Эрл Хабман           |
| 1988 | с | Сумеречная зона              | The Twilight Zone        | Том Беннет           |
| 1989 | ф | Лёгкие колёса                | Easy Wheels              | Брюс                 |
| 1989 | ф | Повелитель кукол             | Puppet Master            | Алекс Уиттакер       |
| 1992 | с | Театр Рэя Брэдбери           | The Ray Bradbury Theater | Чарли                |
| 1993 | ф | Кэролайн, свидание в полночь | Caroline at Midnight     | Эммет                |
| 1994 | ф | Острые ощущения              | Sensation                | Митч Снайдер         |
| 1995 | с | Грейс в огне                 | Grace Under Fire         | незнакомец           |
| 1998 | ф | Американская история Икс     | American History X       | Макмэн               |